# Truyện ngắn
Truyện ngắn là một thể loại văn học. Nó thường là các câu chuyện kể bằng văn xuôi và có xu hướng ngắn gọn, súc tích và hàm nghĩa hơn các câu truyện dài như tiểu thuyết. Thông thường truyện ngắn có độ dài chỉ từ vài dòng đến vài chục trang, trong khi đó tiểu thuyết rất khó dừng lại ở con số đó. Vì thế, tình huống truyện luôn là vấn đề quan trọng bậc nhất của nghệ thuật truyện ngắn.
Truyện ngắn thường chỉ tập trung vào một tình huống, một chủ đề nhất định. Trong khi đó, tiểu thuyết chứa được nhiều vấn đề, phủ sóng được một diện rộng lớn của đời sống. Do đó, truyện ngắn thường hết sức hạn chế về nhân vật, thời gian và không gian trong truyện ngắn cũng không trải dài như tiểu thuyết. Đôi khi truyện ngắn chỉ là một khoảnh khắc của cuộc sống. Ví dụ một truyện ngắn kể về Nhà chứa Tellier của Maupassant thời gian chỉ 24 giờ; Lời phán quyết của Kafka chỉ xảy ra trong vài tiếng. Trong khi cuốn tiểu thuyết Đi tìm thời gian đã mất có thời gian cốt truyện khoảng 50 năm và đến tận 3000 trang. Tiểu thuyết Chiến tranh và hòa bình có tới trên 500 nhân vật.
Paul Bourget, nhà văn và nhà phê bình Pháp thế kỷ 20 có nhận định về hai thể loại trên, qua đó cũng giải thích phần nào về sự chênh lệch số trang của chúng: "Phong cách của truyện ngắn và của tiểu thuyết rất khác nhau. Phong cách của truyện ngắn là thuộc về tình tiết. Cái tình tiết mà truyện ngắn dự định diễn tả, truyện ngắn đã tách nó ra, làm cô lập nó lại. Các tình tiết mà cả dãy đã làm nên đối tượng của tiểu thuyết, tiểu thuyết đã làm liên kết chúng, nối chúng lại với nhau. Tiểu thuyết tiến hành thông qua các triển khai, còn truyện ngắn thông qua sự tập trung... Truyện ngắn là độc tấu. Tiểu thuyết là giao hưởng".
Như vậy, thông thường tiểu thuyết phải dài hơn truyện ngắn. Song không phải bất cứ một tác phẩm dài nào cũng là tiểu thuyết. Một tác phẩm dài hay ngắn chỉ còn là tương đối để phân biệt. Phần quan trọng để được gọi là tiểu thuyết còn ở cấu trúc của nó.
Có hai cách để phân biệt truyện ngắn hay tiểu thuyết:
- Căn cứ theo số trang mà truyện có thể viết ra.
- Căn cứ theo cách viết của cả truyện: Tiểu thuyết hay truyện dài thì cứ triền miên theo thời gian, đôi khi có quãng hồi ức trở ngược lại. Truyện ngắn thì gây cho người đọc một nút thắt, một khúc mắc cần giải đáp. Cái nút đó càng ngày càng thắt lại đến đỉnh điểm thì đột ngột cởi tung ra, khiến người đọc hả hê, hết băn khoăn.

## Phương Đông
Trung Quốc và Nhật Bản, trước đây người ta vẫn coi truyện ngắn thuộc thể loại tiểu thuyết, được gọi là "tiểu thuyết đoản thiên" để phân biệt với loại tiểu thuyết chương hồi dài tập hay "tiểu thuyết trường thiên".
Người Việt Nam ngày nay dùng từ truyện ngắn để chỉ "tiểu thuyết đoản thiên" và tiểu thuyết để chỉ "tiểu thuyết trường thiên".

## Phương Tây
Ở phương Tây, thể loại truyện ngắn ra đời tương đối muộn, xuất hiện trên một tạp chí xuất bản đầu thế kỷ 19, phát triển lên đến đỉnh cao nhờ những sáng tác xuất sắc của văn hào E.T.A. Hoffmann và Anton Chekhov, sau đó trở thành một hình thức nghệ thuật lớn của văn học thế kỷ 20. Mặc dù, trước đó, truyện ngắn đã tồn tại dưới hình thức truyền miệng truyền thống trong dân gian như các truyện ngụ ngôn, nhưng chỉ đến khi có sự xuất hiện ồ ạt của một tầng lớp độc giả biết đọc biết viết ở thế kỷ 19 ở phương Tây.